# Leucostoma turonicum
Leucostoma turonicum är en tvåvingeart som beskrevs av Dupuis 1964. Leucostoma turonicum ingår i släktet Leucostoma och familjen parasitflugor. Inga underarter finns listade i Catalogue of Life.